# Spilosoma spectabilis
Spilosoma spectabilis là một loài bướm đêm thuộc phân họ Arctiinae, họ Erebidae.